# 达利阿省
達利省（阿拉伯语：‎）是也門西南部內陸的一個省。面積4,448平方公里，2004年人口470,564人，2011年人口569,000人。
首府達利。下分十區。